# Castel 19637
Castel 19637 ist eine Rotweinsorte, die durch Pierre Castel gezüchtet wurde. Da bei der Kreuzung von Cinsault und Vitis rupestris auf amerikanische Urreben zurückgegriffen wurde, handelt es sich um eine Hybridrebe (auch interspezifische Kreuzung genannt).
Die früh reifende Sorte war in Frankreich insbesondere in den Départements Gers und Loir-et-Cher sowie in Burgund verbreitet. Durch das EU-weite Verbot zur gewerblichen Nutzung von Hybridreben ist die Sorte in der EU praktisch nicht mehr bekannt.
Heute ist die Rebsorte noch in Kanada in Gebrauch. 
Castel 19637 ergibt alkoholreiche, tiefdunkle Rotweine, die meist im Verschnitt mit anderen Sorten verwendet werden.
Aufgrund seines frühen Austriebs ist Castel 19637 stark spätfrostgefährdet. 